# 刘光廷
刘光廷（1930年—），男，福建莆田人，中国水工结构工程专家，曾任清华大学教授、博士生导师。